# Anarhichas lupus
Pour les articles homonymes, voir bar et Loup (homonymie).
Espèce
Répartition géographique
Le poisson-loup ou loup de l'Atlantique (Anarhichas lupus) est une espèce de poissons de l'ordre des perciformes vivant près des côtes de l'océan Atlantique Nord.

## Description
Le loup possède un corps allongé, presque serpentin, de grandes nageoires pectorales en éventail. Avec des yeux rapprochés d'un museau qui peut évoquer celui d'un chat, sa tête est joufflue, ses lèvres épaisses et nettement marquées. Il est pourvu de puissantes canines, nombreuses et proéminentes, au bout de la mandibule et sur le pré-maxillaire, ainsi que de molaires implantées dans son palais... C'est probablement cet aspect un peu monstrueux qui lui a valu d'être surnommé le « mangeur de bottes » par les pêcheurs des îles de la Madeleine.
Sa couleur va d'un bleu ardoise jusqu'au vert olive, en passant par le brun violâtre. Les deux tiers du corps sont généralement rayés d'au moins dix bandes transversales foncées, plus ou moins définies. Sa taille maximale connue est de 1,50 m pour un poids extrême de 18 kg.

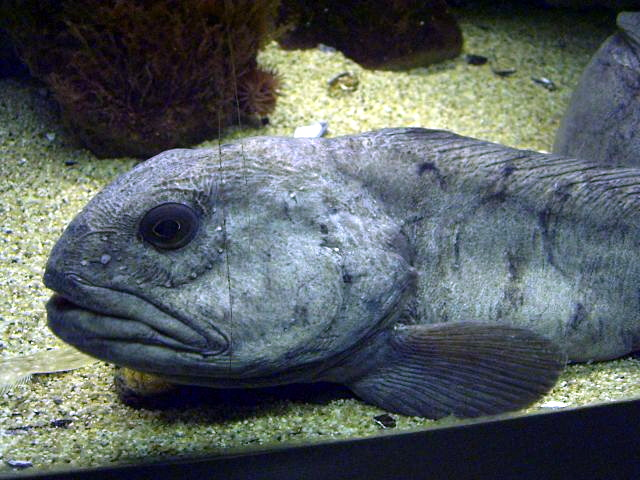
Détail de la tête.
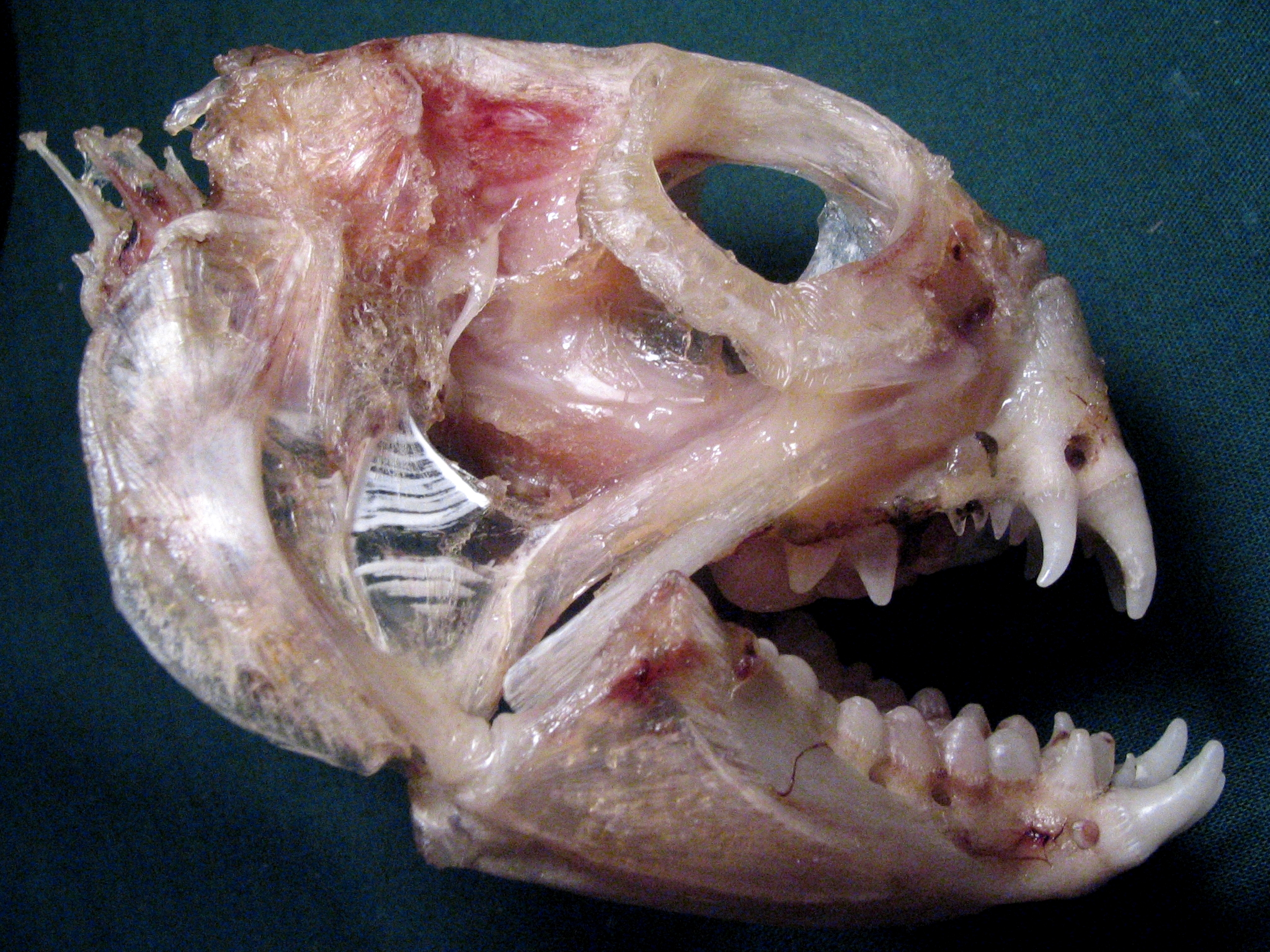
Crâne de loup de l'Atlantique.
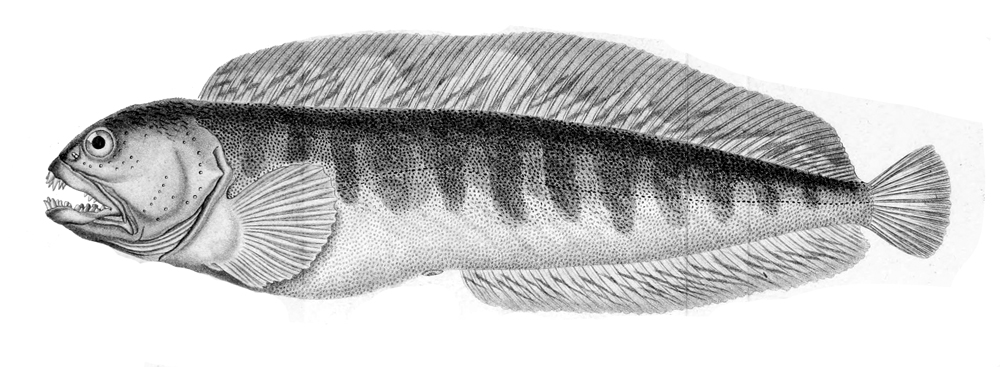
Illustration Anarhichas lupus dans Histoire naturelle des poissons en 1828.

## Distribution
Ce poisson est présent des deux côtés de l'océan Atlantique Nord. Sur les côtes européennes, on le trouve en Islande, aux Îles Féroé, au Spitzberg, dans la mer Blanche et sur la côte mourmane, vers le sud jusqu'à la côte ouest de la France et de la péninsule ibérique. Du côté américain, on le voit du sud du Labrador jusqu'au Cap Cod et parfois au large du New Jersey.
Deux autres espèces voisines, le loup tacheté (Anarhichas minor) et le loup à tête large (Anarhichas denticulatus) sont déjà interdites à la pêche dans le golfe du Saint-Laurent, il est possible qu'il soit comme elles en voie de disparition.

## Alimentation
Le poisson-loup utilise ses mâchoires puissantes pour broyer des mollusques à coquille, des crustacés et des échinodermes. Il ne mange pas d'autres poissons. On sait qu'il consomme fréquemment de grands bulots (Buccinum), des mollusques bivalves (Polinices, Chrysodomus, Sipho, Mactra), de grands bernard-l'ermite, des étoiles de mer, des oursins et des crabes verts (Carcinus maenas). L'essentiel de son alimentation est constitué d'oursins et de crabes verts, qu'il contribue ainsi à réguler, permettant de maintenir l'équilibre de l'écosystème marin.

## Gastronomie
Sa peau dégage une odeur prononcée, mais sa chair (qui possède l'avantage d'être très peu parasitée) est blanche et reste ferme une fois cuite.
Il est possible de la trouver délicieuse, voire sucrée. Il faut toutefois distinguer ce poisson du bar, aussi appelé loup (du genre Dicentrarchus).

### Référence taxonomiques
- (en) Animal Diversity Web : Anarhichas lupus (consulté le 5 août 2014)
- (en) Catalogue of Life : Anarhichas lupus Linnaeus, 1758 (consulté le 16 décembre 2020)
- (fr) DORIS : espèce Anarhichas lupus (consulté le 5 août 2014)
- (en + fr) FishBase : espèce Anarhichas lupus  Linnaeus, 1758 (+ traduction) (+ noms vernaculaires 1 & 2) (consulté le 5 août 2014)
- (fr) INPN : Anarhichas lupus  Linnaeus, 1758 (TAXREF)  (consulté le 5 août 2014)
- (fr + en) ITIS : Anarhichas lupus  Linnaeus, 1758 (consulté le 5 août 2014)
- (en) WoRMS : espèce Anarhichas lupus Linnaeus, 1758 (consulté le 5 août 2014)
- (en) NCBI : Anarhichas lupus (taxons inclus)

### Video
- Le repas du loup de mer à Mareis.